# Ernst Rosell
Ernst Oscar Rosell (Jönköping, 3 de desembre de 1881 - Jönköping, 26 de juliol de 1953) va ser un tirador suec que va competir a començaments del segle xx.
El 1908 va prendre part en els Jocs Olímpics de Londres, on disputà cinc proves del programa de tir. Guanyà la medalla d'or en la prova de tir al cérvol per equips. En la competició de tir al cérvol, doble tret fou vuitè, onzè en tir al cérvol, tret simple i quaranta-sisè en rifle militar, 1000 iardes.